# Memoriał Romana Siemińskiego 2016
17. edycja wyścigu kolarskiego Memoriał Romana Siemińskiego odbył się w dniu 2 maja 2016 roku i liczył 164,7 km. Start i meta wyścigu miały miejsce w Raciążu. Wyścig figurował w kalendarzu cyklu UCI Europe Tour, posiadając kategorię UCI 1.2.

## Klasyfikacja generalna
| M-ce | Imię i nazwisko       | Kraj    | Drużyna                     | Czas       |
| ---- | --------------------- | ------- | --------------------------- | ---------- |
| 1.   | Mychajło Kononenko    | Ukraina | Kolss BDC Team              | 3h 40' 56" |
| 2.   | Marek Rutkiewicz      | Polska  | Team Wibatech Fuji          | + 0"       |
| 3.   | Martin Hunal          | Czechy  | Whirlpool-Author            | + 0"       |
| 4.   | Denis Kanepejs        | Łotwa   | Rietumu Delfin              | + 29"      |
| 5.   | Vojtěch Hačecký       | Czechy  | Whirlpool-Author            | + 2' 32"   |
| 6.   | Alois Kaňkovský       | Czechy  | Whirlpool-Author            | + 2' 32"   |
| 7.   | Witalij Buc           | Ukraina | Kolss BDC Team              | + 2' 32"   |
| 8.   | Sylwester Janiszewski | Polska  | Team Wibatech Fuji          | + 2' 32"   |
| 9.   | Maksym Wasiljew       | Ukraina | Kolss BDC Team              | + 2' 32"   |
| 10.  | Mateusz Nowaczek      | Polska  | Krismar Big Silvant Olsztyn | + 2' 32"   |